# 퓨어 하트
《퓨어 하트》(Pakeezah, Pure Heart)는 인도에서 제작된 카말 암로히 감독의 1972년 뮤지컬, 멜로/로맨스, 드라마 영화이다. 미나 쿠마리 등이 주연으로 출연하였다.

## 출연

### 주연
- 미나 쿠마리
- 라이 쿠마
- 아쇼크 쿠마르